# Władimir Staël von Holstein
Władimir Iwanowicz Staël von Holstein, ros. Владимир Иванович Сталь фон Гольштейн (ur. 29 czerwca 1853, zm. 29 września 1921 w Ostrowie Wielkopolskim) – rosyjski wojskowy (generał lejtnant), emigrant
Ukończył gimnazjum w Stawropolu. W 1870 rozpoczął służbę w armii rosyjskiej. W 1873 ukończył kozacką szkołę junkierską w Stawropolu. W 1875 awansował do stopnia korneta. Służył w lejbgwardii Pułku Ułańskiego. Brał udział w rosyjsko-tureckiej w latach 1877–1878. W 1880 r. awansował na porucznika, zaś w 1883 sztabsrotmistrza. Od 1887 r. pełnił funkcję starszego adiutanta w sztabie Petersburskiego Okręgu Wojskowego. W 1889 r. mianowano go rotmistrzem. W 1892 r. objął obowiązki starszego adiutanta w sztabie Petersburskiego Okręgu Wojskowego. Następnie szefował oddziałowi pisarzy sztabu Petersburskiego Okręgu Wojskowego. Od 1897 r. w stopniu pułkownika pełnił obowiążki starszego adiutanta w sztabie Petersburskiego Okręgu Wojskowego. Od 1904 r. w stopniu generała majora znajdował się pod zwierzchnością głównodowodzącego wojskami Petersburskiego Okręgu Wojskowego. W 1906 r. objął funkcję generała do specjalnych poruczeń głównodowodzącego wojskami Petersburskiego Okręgu Wojskowego. Następnie ponownie znajdował się pod zwierzchnością głównodowodzącego wojskami Petersburskiego Okręgu Wojskowego. W 1908 r. został zastępcą komendanta Twierdzy Pietropawłowskiej w Sankt Petersburgu. W 1911 awansował na generała lejtnanta. Od lipca 1914 r. dowodził 1 Zapasową Brygadą Piechoty. We wrześniu tego roku powrócił do funkcji komendanta Twierdzy Pietropawłowskiej. W kwietniu 1917 r. odszedł ze służby wojskowej. Podczas wojny domowej w Rosji wyjechał do Polski. Zamieszkał w Ostrowie Wielkopolskim.